# Manchester United F.C. mùa bóng 1935–36
Mùa giải 1935-36 là mùa giải thứ 40 của Manchester United F.C. ở The Football League.
Vào cuối mùa giải, United đã giành chức vô địch và được thăng hạng lên chơi tại Giải hạng nhất sau 5 năm vắng bóng.

## Giải bóng đá hạng hai Anh
| Thời gian            | Đối thủ              | H/A | Tỷ số Bt-Bb | Cầu thủ ghi bàn                    | Số lượng khán giả |
| -------------------- | -------------------- | --- | ----------- | ---------------------------------- | ----------------- |
| 31 tháng 8 năm 1935  | Plymouth Argyle      | A   | 1 – 3       | Bamford                            | 22,366            |
| 4 tháng 9 năm 1935   | Charlton Athletic    | H   | 3 – 0       | Bamford, Cape, Chester             | 21,211            |
| 7 tháng 9 năm 1935   | Bradford City        | H   | 3 – 1       | Bamford (2), Mutch                 | 30,754            |
| 9 tháng 9 năm 1935   | Charlton Athletic    | A   | 0 – 0       |                                    | 13,178            |
| 14 tháng 9 năm 1935  | Newcastle United     | A   | 2 – 0       | Bamford, Rowley                    | 28,520            |
| 18 tháng 9 năm 1935  | Hull City            | H   | 2 – 0       | Bamford (2)                        | 15,739            |
| 21 tháng 9 năm 1935  | Tottenham Hotspur    | H   | 0 – 0       |                                    | 34,718            |
| 28 tháng 9 năm 1935  | Southampton          | A   | 1 – 2       | Rowley                             | 17,678            |
| 5 tháng 10 năm 1935  | Port Vale            | A   | 3 – 0       | Mutch (2), Bamford                 | 9,703             |
| 12 tháng 10 năm 1935 | Fulham               | H   | 1 – 0       | Rowley                             | 22,723            |
| 19 tháng 10 năm 1935 | Sheffield United     | H   | 3 – 1       | Cape, Mutch, Rowley                | 18,636            |
| 26 tháng 10 năm 1935 | Bradford Park Avenue | A   | 0 – 1       |                                    | 12,216            |
| 2 tháng 11 năm 1935  | Leicester City       | H   | 0 – 1       |                                    | 39,074            |
| 9 tháng 11 năm 1935  | Swansea Town         | A   | 1 – 2       | Bamford                            | 9,731             |
| 16 tháng 11 năm 1935 | West Ham United      | H   | 2 – 3       | Rowley (2)                         | 24,440            |
| 23 tháng 11 năm 1935 | Norwich City         | A   | 5 – 3       | Rowley (3), Manley (2)             | 17,266            |
| 30 tháng 11 năm 1935 | Doncaster Rovers     | H   | 0 – 0       |                                    | 23,569            |
| 7 tháng 12 năm 1935  | Blackpool            | A   | 1 – 4       | Mutch                              | 13,218            |
| 14 tháng 12 năm 1935 | Nottingham Forest    | H   | 5 – 0       | Bamford (2), Manley, Mutch, Rowley | 15,284            |
| 26 tháng 12 năm 1935 | Barnsley             | H   | 1 – 1       | Mutch                              | 20,993            |
| 28 tháng 12 năm 1935 | Plymouth Argyle      | H   | 3 – 2       | Mutch (2), Manley                  | 20,894            |
| 1 tháng 1 năm 1936   | Barnsley             | A   | 3 – 0       | Gardner, Manley, Mutch             | 20,957            |
| 4 tháng 1 năm 1936   | Bradford City        | A   | 0 – 1       |                                    | 11,286            |
| 18 tháng 1 năm 1936  | Newcastle United     | H   | 3 – 1       | Mutch (2), Rowley                  | 22,968            |
| 1 tháng 2 năm 1936   | Southampton          | H   | 4 – 0       | Mutch (2), Bryant, own goal        | 23,205            |
| 5 tháng 2 năm 1936   | Tottenham Hotspur    | A   | 0 – 0       |                                    | 20,085            |
| 8 tháng 2 năm 1936   | Port Vale            | H   | 7 – 2       | Manley (4), Rowley (2), Mutch      | 22,265            |
| 22 tháng 2 năm 1936  | Sheffield United     | A   | 1 – 1       | Manley                             | 25,852            |
| 29 tháng 2 năm 1936  | Blackpool            | H   | 3 – 2       | Bryant, Manley, Mutch              | 18,423            |
| 7 tháng 3 năm 1936   | West Ham United      | A   | 2 – 1       | Bryant, Mutch                      | 29,684            |
| 14 tháng 3 năm 1936  | Swansea Town         | H   | 3 – 0       | Manley, Mutch, Rowley              | 27,580            |
| 21 tháng 3 năm 1936  | Leicester City       | A   | 1 – 1       | Bryant                             | 18,200            |
| 28 tháng 3 năm 1936  | Norwich City         | H   | 2 – 1       | Rowley (2)                         | 31,596            |
| 1 tháng 4 năm 1936   | Fulham               | A   | 2 – 2       | Bryant, Griffiths                  | 11,137            |
| 4 tháng 4 năm 1936   | Doncaster Rovers     | A   | 0 – 0       |                                    | 13,474            |
| 10 tháng 4 năm 1936  | Burnley              | A   | 2 – 2       | Bamford (2)                        | 27,245            |
| 11 tháng 4 năm 1936  | Bradford Park Avenue | H   | 4 – 0       | Mutch (2), Bamford, Bryant         | 33,517            |
| 13 tháng 4 năm 1936  | Burnley              | H   | 4 – 0       | Bryant (2), Rowley (2)             | 39,855            |
| 18 tháng 4 năm 1936  | Nottingham Forest    | A   | 1 – 1       | Bamford                            | 12,156            |
| 25 tháng 4 năm 1936  | Bury                 | H   | 2 – 1       | Lang, Rowley                       | 35,027            |
| 29 tháng 4 năm 1936  | Bury                 | A   | 3 – 2       | Manley (2), Mutch                  | 31,562            |
| 2 tháng 5 năm 1936   | Hull City            | A   | 1 – 1       | Bamford                            | 4,540             |

| # | Câu lạc bộ        | Tr | T  | H  | B  | Bt | Bb | Hs  | Điểm |
| - | ----------------- | -- | -- | -- | -- | -- | -- | --- | ---- |
| 1 | Manchester United | 42 | 22 | 12 | 8  | 85 | 43 | +42 | 56   |
| 2 | Charlton Athletic | 42 | 22 | 11 | 9  | 85 | 58 | +27 | 55   |
| 3 | Sheffield United  | 42 | 20 | 12 | 10 | 79 | 50 | +29 | 52   |

## FA Cup
| Thời gian           | Vòng đấu       | Đối thủ    | H/A | Tỷ số Bt-Bb | Cầu thủ ghi bàn   | Số lượng khán giả |
| ------------------- | -------------- | ---------- | --- | ----------- | ----------------- | ----------------- |
| 11 tháng 1 năm 1936 | Vòng 3         | Reading    | A   | 3 – 1       | Mutch (2), Manley | 25,844            |
| 25 tháng 1,1936     | Vòng 4         | Stoke City | A   | 0 – 0       |                   | 32,286            |
| 29 tháng 1 năm 1936 | Vòng 4 Lặp lại | Stoke City | H   | 0 – 2       |                   | 34,440            |